# Troy Patton
Troy Jamieson Patton (Spring, 3 settembre 1985) è un giocatore di baseball statunitense che gioca nel ruolo di lanciatore per i Baltimore Orioles.

## Carriera
Nato nel Texas, Patton è stato scelto al 9º giro del draft della Major League Baseball dalla squadra del suo stato, gli Houston Astros.
Nel 2007 ha debuttato prima nel campionato Minor League Baseball con i Corpus Christi Hooks e poi nella massima lega americana con gli Astros il 25 agosto 2007.
Nel 2010 è passato a giocare per i Baltimore Orioles, sua attuale squadra.

## Statistiche carriera
| ANNO       | TEAM              | PRESENZE | VITTORIE-SCONFITTE | Strikeout | ERA  |
| ---------- | ----------------- | -------- | ------------------ | --------- | ---- |
| 2007       | Houston Astros    | 3        | 0-2                | 8         | 3.55 |
| 2010       | Baltimore Orioles | 1        | 0-0                | 1         | 0.00 |
| 2011       | Baltimore Orioles | 20       | 2-1                | 22        | 3.00 |
| 2012       | Baltimore Orioles | 54       | 1-0                | 49        | 2.43 |
| 2013       | Baltimore Orioles | /        | /                  | /         | /    |
| 4 STAGIONI | 2 TEAM            | 78       | 3-3                | 80        | 2.73 |

### Salario annuo
| ANNO            | TEAM              | SALARIO    |
| --------------- | ----------------- | ---------- |
| 2008            | Baltimore Orioles | $390,000   |
| 2009            | Baltimore Orioles | $400,000   |
| 2012            | Baltimore Orioles | $483,500   |
| 2013            | Baltimore Orioles | $815,000   |
| 2014            | Free agent        | N.D        |
| TOTALE CARRIERA | 2008-2013         | $1,273,500 |